# Arma de fissão intensificada
Uma arma de fissão intensificada refere-se, normalmente, a um tipo de bomba nuclear que usa uma pequena quantidade de combustível de fusão para elevar a taxa (e, assim, a potência) de uma reacção de fissão. Os neutrões libertados pelas reacções de fusão não só se adicionam aos neutrões libertados por fissão como também induzem reacções de fissão subsequentes, libertando ainda mais neutrões. A taxa de fissão é aumentada para valores muito elevados, permitindo que uma grande quantidade de material físsil sofra fissão antes do núcleo ser desmantelado explosivamente. O processo de fusão propriamente dito contribui apenas com uma pequena quantidade de energia (cerca de 1%) para o processo global.